# PGC 2175409
LEDA/PGC 2175409 ist eine Galaxie im Sternbild Andromeda am Nordsternhimmel. Sie ist schätzungsweise 964 Millionen Lichtjahre von der Milchstraße entfernt und hat einen Durchmesser von etwa  170.000 Lichtjahren. Vom Sonnensystem aus entfernt sich das Objekt mit einer errechneten Radialgeschwindigkeit von näherungsweise 21.500 Kilometern pro Sekunde.

## Galaktisches Umfeld
| Nr. | Galaxie           | Alternativname          | Rek          | Dek          | Distanz/asec |
| --- | ----------------- | ----------------------- | ------------ | ------------ | ------------ |
| →   | LEDA / PGC2175409 | 2MASX J02363392+4104552 | 02h36m33.92s | +41d04m55.5s | 0            |
| 1   | LEDA/PGC 2175496  | 2MASX J02361607+4105116 | 02h36m16.06s | +41d05m11.4s | 201.81       |
| 2   | LEDA/PGC 2172817  | 2MASX J02361571+4054436 | 02h36m15.71s | +40d54m43.7s | 646.70       |
| 3   | LEDA/PGC 2178084  | 2MASX J02354652+4115088 | 02h35m46.51s | +41d15m09.0s | 817.55       |
| 4   | LEDA/PGC 2179540  | 2MASX J02365123+4120214 | 02h36m51.24s | +41d20m21.3s | 945.44       |
| 5   | LEDA/PGC 2173014  | 2MASX J02352608+4055319 | 02h35m26.10s | +40d55m32.1s | 952.44       |
| 6   | LEDA/PGC 9848     | MCG +07-06-040          | 02h35m36.11s | +40d52m26.1s | 996.21       |